# Luna-C
Luna-C, de son vrai nom Christopher Howell, né le 1er mai 1973, est un producteur et disc jockey de breakbeat hardcore britannique. Il joue au sein du groupe Smart E's en 1992, avec qui il sera classé deuxième de l'UK Singles Chart avec un remix du générique de Sesame Street (Sesame's Treet). Il fonde le label Kniteforce Records en 1992, auquel il publie nombre de morceaux et remixes, sous plusieurs noms de scène. Le label est racheté en 1997, mais revenu sous le nom de Kniteforce Again (KFA) en 2001.

## Biographie
Howell lance sa carrière musicale au sein du groupe Smart E's. Après un temps passé dans le groupe, Howell décide de continuer la musique, mais souhaite en avoir plus de contrôle créatif ; il achète un studio et fonde le label Kniteforce Records en 1992. La première sortie sur Kniteforce Records, The Luna-C Project 1 – Edge of Madness, est produite par Luna-C, mais est en fait mixé par Austin Reynolds, ingénieur-son de Suburban Base Records. Le premier album intégralement produit par Luna-C est The Luna-C Project 2 – Mission of Madness. Lors d'un entretien, Luna-C affirme que Kniteforce est le label qui a lancé la carrière de nombreux piliers du happy hardcore tels que Force, Styles, et Brisk et Ham.
En 1995, Howell lance un autre label, la compagnie sœur Remix Records, avec Jimmy J, DJ de happy hardcore, qui dirigeait une boutique du même nom située à Camden, Londres. Le label et la boutique partagent le même logo, et la boutique devient un tremplin pour le label Kniteforce. Howell produit des morceaux pour le label Remix Records sous le nom de Cru-L-T avec Jimmy J. Jimmy J et Cru-L-T trouvent le succès dans la scène techno hardcore grâce à leurs morceaux Take Me Away et Six Days. Six Days se vend bien en Australie, et Howell et Jimmy J iront jusque là pour faire la promotion de leurs morceaux. Le succès de Six Days qu'il attire l'intérêt d'autres labels tels que celui de Rotterdam Records et de son dirigeant de l'époque Paul Elstak. Alors qu'ils reconsidéraient l'offre de ce dernier, Jimmy J et Luna-C sont contactés par Pete Tong qui voulait aussi acheter le morceau pour le label FFRR. Ils refusent alors l'offre de Elstak et continuent de négocier avec Tong. Elstak reprendra alors reprendre le sample de Six Days pour faire le morceau Going Crazy de Rave Nation. La version d'Elstak se vendra bien en Europe, mais a mis un terme radical au succès du label FFRR avec Six Days.
Luna-C vend les droits de Kniteforce Records en 1997 à Death Becomes Me, Ltd., qui possédait Rogue Trooper, Happy Trax, Punisher et quelques autres labels. Il continue de mixer pour le label, mais Kniteforce cesse ses activités après la 60e sortie. En 2001, il décide de fonder un nouveau label appelé KFA Recordings, qui pressera des remixes de Six Days et Take Me Away de Jimmy J et Cru-L-T.
En 2017, Kniteforce lance sa propre webradio.